# Звёздный городок
Звёздный городо́к (официальное название; согласно нормам русского языка — Звёздный Городо́к; ранее Щёлково-14) — посёлок городского типа в Московской области, образующий закрытое административно-территориальное образование и городской округ. В посёлке расположен Центр подготовки космонавтов имени Ю. А. Гагарина.
Находится вблизи платформы Циолковская на железной дороге Мытищи — Фрязево в 25 км к северо-востоку от Москвы. Население — 7569 чел. (2024).

## Географические данные
Муниципальное образование граничит с территорией городского округа Щёлково Московской области на юге и на западе и городского округа Лосино-Петровский на севере и востоке.

## История
11 января 1960 года Директивой Главкома Военно-воздушных сил (ВВС) ВС Союза ССР было положено начало созданию первого Центра подготовки космонавтов (ЦПК ВВС). Уже 7 мая Главкомом было утверждено Положение о ЦПК ВВС как самостоятельной части, входящей в состав ВВС по боевой подготовке через начальника службы авиационной медицины ВВС. Научное руководство работой Центра осуществлял Государственный научно-исследовательский испытательный институт авиационной и космической медицины ВВС.
В 1969 году ЦПК ВВС был преобразован в Научно-исследовательский испытательный центр подготовки космонавтов, а в 1995 году здесь создан Государственный научно-исследовательский испытательный центр подготовки космонавтов имени Ю. А. Гагарина.
Звёздный городок делится на две части: центр подготовки и жилой посёлок. В советское время Звёздный (до конца 1960-х годов — Зелёный) городок был засекречен и изолирован. На картах и указателях он не значился, въезд был только по пропускам. Из Москвы до него можно было добраться от метро Щёлковская автобусом, маршрут которого до конца 1980-х годов в официальных перечнях маршрутов отсутствовал. Позднее автобусному маршруту был присвоен № 380.
После смерти Л. И. Брежнева недолго носил его имя (назывался Звёздный городок имени Л. И. Брежнева).

## Современная история
До 2009 года населенный пункт именовался Закрытый военный городок № 1 (официальное наименование), а также Щёлково-14 или посёлок Звёздный. В 2009 году, в связи с передачей Центра подготовки космонавтов от Министерства обороны России в ведение Роскосмоса, в соответствии с указом Президента Российской Федерации № 68 от 19 января 2009 года, на основе военного городка было создано Закрытое административно-территориальное образование (ЗАТО) Звездный городок. Территория городского округа Звёздный городок, определенная указом Президента, была выведена из состава Щёлковского района и городского поселения Щёлково. 29 октября 2009 года Московская областная дума приняла постановление № 7/94-П о присвоении населенному пункту - поселку городского типа - рабочему поселку наименования «Звёздный Городок». До момента формирования собственных органов власти городского округа полномочия по решению вопросов местного значения осуществляли органы самоуправления городского поселения Щёлково и Щёлковского муниципального района.
Площадь городского округа составляет 317,8 га, население 5317 человек.
На первых выборах, состоявшихся 28 июня 2009 года Главой городского округа избран Николай Николаевич Рыбкин, избраны 10 депутатов местного Совета. Избранный глава городского округа был за 3 дня до выборов арестован по обвинению в контрабанде, но получил на выборах 82,61 % голосов избирателей. Басманный суд Москвы неоднократно продлевал его пребывание под стражей, однако 2 августа 2010 Верховный Суд РФ принял решение освободить Николая Рыбкина из-под стражи. Сразу же после своего освобождения 5 августа Николай Николаевич приступил к исполнению обязанностей главы городского округа, а 19 августа 2010 года прошла торжественная инаугурация первого мэра Звёздного городка, в ходе которой Н. Н. Рыбкину вручили удостоверение главы городского округа Звёздный городок Московской области. В феврале 2012 года уголовное дело было закрыто в связи с отменой статьи 188 УК РФ (контрабанда) в декабре 2011 г.
8 сентября 2013 года главой Звёздного городка избран Токарев Валерий Иванович, получив 67,9 % голосов.

## Население
| 2010  | 2012  | 2013  | 2014  | 2015  | 2016  | 2017  |
| ----- | ----- | ----- | ----- | ----- | ----- | ----- |
| 6332  | ↘6245 | ↘6023 | ↘5833 | ↘5737 | ↘5622 | ↘5521 |
| 2018  | 2019  | 2020  | 2021  | 2023  | 2024  |       |
| ↘5426 | ↘5376 | ↘5317 | ↗7738 | ↘7620 | ↘7569 |       |

Национальный состав
По итогам переписи населения 2020 года проживали следующие национальности (национальности менее 0,1 % и другое, см. в сноске к строке «Другие»):
| Национальность | Численность, чел. | Доля     |
| -------------- | ----------------- | -------- |
| Русские        | 6610              | 85,42 %  |
| Украинцы       | 91                | 1,18 %   |
| Татары         | 36                | 0,47 %   |
| Армяне         | 23                | 0,30 %   |
| Белорусы       | 21                | 0,27 %   |
| Евреи          | 11                | 0,14 %   |
| Другие         | 946               | 12,22 %  |
| Итого          | 7738              | 100,00 % |

## Местное самоуправление
Органами местного самоуправления городского округа являются:
- Совет депутатов городского округа — выборный представительный орган местного самоуправления. В его состав входят 10 депутатов, избираемых сроком на 5 лет[30][7].
- Глава городского округа, который избирается гражданами городского округа на основании всеобщего равного и прямого избирательного права при тайном голосовании сроком на пять лет[31][7]. Глава городского округа является также председателем Совета депутатов[32][7].
- Администрация городского округа — исполнительно-распорядительный орган местного самоуправления[33]. Руководитель администрации определяется по конкурсу Советом депутатов[34].
- Контрольно-ревизионная комиссия городского округа — комиссия, являющаяся контрольным органом местного самоуправления городского округа[35].

Главой городского округа — председателем Совета Депутатов является Баришевский Евгений Васильевич. Руководитель администрации — Щипанов Александр Фёдорович.
23 октября 2015 года Щипанов А. Ф. был задержан сотрудниками ФСБ по подозрению в коррупции, и вскоре арестован в качестве подозреваемого до 23 декабря 2015 г.

## Русская православная церковь
Церковь Преображения Господня. Крупная деревянная церковь, возведённая в 2008—2010 годах. Освящена патриархом Кириллом 28 ноября 2010 года.

## Достопримечательности
В Звёздном городке находится Центр подготовки космонавтов, официальное название которого — Федеральное государственное бюджетное учреждение «Научно-исследовательский испытательный центр подготовки космонавтов имени Ю. А. Гагарина» (ФГБУ «НИИ ЦПК им. Ю. А. Гагарина»). Начиная с 1960-х годов здесь готовили всех советских, российских, а также некоторых иностранных космонавтов к полётам в космос на отечественных пилотируемых космических аппаратах, а также на Международной космической станции. Также тут находится музей космонавтики Центра подготовки космонавтов им. Ю. А. Гагарина.

## Города-побратимы
- Словенске-Конице, Словения, (2016)
- Нарьян-Мар, Россия, (2017)[40]